# Dragon Spirit
Dragon Spirit è un videogioco arcade pubblicato da Namco nel 1987 e convertito nel 1988-1991 per numerose piattaforme domestiche, in cui si controlla un drago volante in uno sparatutto a scorrimento verticale.
La versione per NES è intitolata Dragon Spirit: The New Legend (ドラゴンスピリット 新たなる伝説) e apporta alcune innovazioni, tra cui una trama più dettagliata e due tipi di draghi a disposizione.
Dragon Spirit compare anche in alcune raccolte della serie Namco Museum in versione emulata per piattaforme più moderne.

## Modalità di gioco
Il gioco è uno sparatutto a scorrimento verticale, con visuale dall'alto, per un solo giocatore alla volta. La velocità di scorrimento dello sfondo è costante, ma il drago può muoversi in tutte le direzioni ed è possibile anche un limitato scorrimento orizzontale (ma non in tutte le conversioni). Il drago è sempre rivolto in avanti e può sparare sia proiettili fiammeggianti verso i nemici volanti, sia bombe che cadono poco più avanti verso i nemici di terra, entrambi con munizioni illimitate. Tra i numerosi power-up, nascosti dentro delle uova o rilasciati da alcuni nemici uccisi, ci sono quelli che fanno spuntare al drago una seconda o una terza testa, raddoppiando o triplicando la potenza di fuoco, e quelli che fanno rimpicciolire il drago, rendendolo più difficile da colpire. Si affrontano otto livelli con paesaggi differenti, popolati da creature fantastiche e dotati di boss finali.